# Warren Fauvailili
Warren Fauvailili (ur. 25 stycznia 1986) − samoański bokser, brązowy medalista igrzysk Wspólnoty Narodów (2006).

## Kariera amatorska
W marcu 2006 był uczestnikiem igrzysk Wspólnoty Narodów w Melbourne. Rywalizację rozpoczął od 1/8 finału pokonując na punkty (20:8) reprezentanta Papui i Nowej Gwinei Johna Korake. W ćwierćfinale pokonał na punkty (28:19) Eamonna O’Kane’a, awansując do półfinału. W półfinale przegrał przed czasem z Adonisem Stevensonem.